# Rosa grisebachii
Rosa grisebachii är en rosväxtart som beskrevs av Boulanger. Rosa grisebachii ingår i släktet rosor, och familjen rosväxter. Inga underarter finns listade i Catalogue of Life.